# George Storrs
George Storrs (1796-1879) fou un predicador i escriptor adventista estatunidenc. Nascut a Nou Hampshire, originalment era membre de l'Església Episcopal Metodista. L'any 1843 fundà la revista anomenada Bible Examiner, que es va publicar fins a l'any 1879.
George Storrs va estar ficat dins del moviment de William Miller, però s'apartà d'ell després dels successius fracassos en les previsions de la tornada de Jesucrist. A partir de la lectura d'un tractat, el 1837, Storrs es va fer adepta al condicionalisme, és a dir, a la teoria segons la qual l'Home no té una anime immortal, sinó que els morts estan inconscients i a l'espera de la resurrecció, i la immortalitat és un do adquirit, sota condició que el ser humà l'obtingui de Déu per mitjà de Jesucrist. També creia en l'ensenyança de què els morts en ignorància, tindrien una segona oportunitat de redimir-se per mitjà d'una resurrecció terrestre. Són famosos els seus Sis Sermons.
Les idees de Storrs han influït en les doctrines del moviment adventista, en especial en la Unió de la Vida i de l'Advent confessió fundada pel mateix Storrs, en l'Església Cristiana de l'Advent, i en l'Església Mundial de Déu.
Els escrits de Storrs van influir poderosament amb el seu amic Charles Taze Russell, qui fundà el Moviment d'Estudiants de la bíblia i que posteriorment s'anomenaren Testimonis de Jehovà.
El 9 d'octubre de 1879, Storrs morí, i fou el seu amic Charles Taze Russell qui realitzar el discurs del funeral. La seva mort va tenir menció especial en la principal publicació de Russell, en la qual si referí com a col·laborador i instructor i germà de notable habilitat.